# جيل قراوعة (إب)

تعديل مصدري - تعديل

جيل قراوعة محلة تابعة لقرية عشاي، التابعة لعزلة جبل معود بمديرية إب إحدى مديريات محافظة إب في الجمهورية اليمنية.، بلغ تعداد سكانها 65 حسب تعداد اليمن لعام 2004.